# Evinta
Evinta − jedenasty album brytyjskiej grupy doommetalowej My Dying Bride wydany 30 maja 2011 nakładem Peaceville Records. Grupa na bazie motywów znanych ze swych dawnych utworów stworzyła nowe kompozycje, napisane bardziej na instrumenty klasyczne, aniżeli te właściwe muzyce metalowej. Tym samym powstało wydawnictwo cechujące zarówno studyjny album jak kompilację.

## Lista utworów
Opracowano na podstawie materiału źródłowego.
| CD 1 | CD 1                               | CD 1    |
| Nr   | Tytuł utworu                       | Długość |
| ---- | ---------------------------------- | ------- |
| 1.   | „In Your Dark Pavilion”            | 10:03   |
| 2.   | „You Are Not The One Who Loves Me” | 6:47    |
| 3.   | „Of Lilies Bent With Tears”        | 7:10    |
| 4.   | „The Distance; Busy With Shadows”  | 10:46   |
| 5.   | „Of Sorry Eyes In March”           | 10:35   |
|      |                                    | 45:21   |

| CD 2 | CD 2                         | CD 2    |
| Nr   | Tytuł utworu                 | Długość |
| ---- | ---------------------------- | ------- |
| 1.   | „Vanité Triomphante”         | 12:22   |
| 2.   | „That Dress And Summer Skin” | 9:39    |
| 3.   | „And Then You Go”            | 9:22    |
| 4.   | „A Hand Of Awful Rewards”    | 10:21   |
|      |                              | 41:44   |

| CD 3 | CD 3                                   | CD 3    |
| Nr   | Tytuł utworu                           | Długość |
| ---- | -------------------------------------- | ------- |
| 1.   | „The Music Of Flesh”                   | 7:05    |
| 2.   | „Seven Times She Wept”                 | 4:06    |
| 3.   | „The Burning Coast Of Regnum Italicum” | 11:50   |
| 4.   | „She Heard My Body Dying”              | 8:31    |
| 5.   | „And All Their Joy Was Drowned”        | 10:15   |
|      |                                        | 41:47   |

## Twórcy
Opracowano na podstawie materiału źródłowego.
| Zespół My Dying Bride w składzie - Aaron Stainthorpe − wokal prowadzący, okładka, oprawa graficzna, produkcja muzyczna - Andrew Craighan − produkcja muzyczna | Inni - Jonny Maudling − instrumenty klawiszowe, produkcja muzyczna, realizacja nagrań - Lucie Roche − wokal wspierający - Alice Pembroke − altówka - Johan Baum − wiolonczela - Matthew Vickerstaff − oprawa graficzna |

## Listy sprzedaży
| Lista                   | Kraj      | Pozycja |
| ----------------------- | --------- | ------- |
| Suomen virallinen lista | Finlandia | 48      |